# Paradoxurus zeylonensis
La civetta delle palme dorata (Paradoxurus zeylonensis) è un mammifero carnivoro appartenente alla famiglia dei Viverridae.

## Caratteristiche
La piccola civetta (lunghezza 51 cm, a cui si aggiungono 46 cm di coda, 3 kg circa di peso) vive nello Sri Lanka, si ciba di lucertole, rospi, frutta e insetti.